# Control (single van Janet Jackson)
Control is de vierde single van Janet Jacksons derde album Control. De song werd door Janet zelf en Jimmy Jam & Terry Lewis geschreven en door de laatste twee geproduceerd. De arrangement van dit lied is gebouwd op complexe ritmische liedjes en liet een geweldig geluid horen. Janet beschrijft in dit lied hoe ze eindelijk controle nam over haar leven. Ze zingt: "When I was seventeen, I did what people told me." Maar nu is ze volwassen en kan ze zelf beslissingen in het leven nemen. De gesproken intro werd in 1991 gesampled door Kylie Minogue voor haar "Too Muvh of a Good Thing" van het "Let's Get to It" album.
In 1988 won dit lied een van Janets in totaal 13 Soul Train Music Awards in de categorie: Best R&B/Soul or Rap Music Video. Hiermee versloeg ze Jody Watley en zelfs de grootheden Whitney Houston én broer Michael.
Net als veel singles werd en wordt Control nog steeds opgevoerd tijdens optredens en concerten, meestal verpakt in een medley. Alleen tijdens de tournee janet. World Tour deed ze dit nummer niet. Tijdens haar eerste tournee werd Control toepasselijk als openingsnummer gebruikt.

## Hitlijsten
Control werd de zoveelste hit van Janet en prijkte op nummer 5 in de Amerikaanse Billboard Hot 100 en slaagde er zelfs in nummer 1 te bereiken in de R&B en Dance Charts in de VS. In Nederland kwam het niet verder dan nummer 12, maar werd wel net als de andere vijf singles een top 20-hit.

## Muziekvideo
De muziekvideo, geregisseerd door Mary Lambert, begint met Jackson die aan het discussiëren is met haar ouders omdat ze het ouderlijk huis wilt verlaten. Haar vader wilt er niks over horen en hierna stormt Janet weg in wordt ze begroet door Jimmy Jam & Terry Lewis, Jellybean Johnson en Jerome Benton. Ze nemen haar mee naar een concertzaal waar ze voor het eerst zal optreden.
De linkerkant van Janets gezicht wordt in beeld gebracht begint: "This is a story about control, my control. Control of what I say, control of what I do. This time I'm gonna do it my way." Ze draait zich helemaal in beeld en de sleutel in haar linkeroor blinkt waarna ze verdergaat: "'Cause it's all about control and I've got lots of it..." Ineens blijkt dat ze op een schommel zit, ze daalt af op het midden van het podium loopt en als de melodie begint, begint ze met dansen en roept: "Band!". De hele zong wordt met een headset live gezongen met bandbegeleiding en choreografie. Deze versie, die 9 minuten duurt, verschilt door de discussie met haar ouders maar vooral door de live-uitvoering van de versie op de cd. Ja'net Dubois, die samen met Jackson in de jaren 70 in Good Times speelde, speelt haar moeder in de video.